# Tamiyo Corona
Tamiyo Corona est une corona, formation géologique en forme de couronne, située sur la planète Vénus par -36° S et 298,5° E. Elle est localisée dans le quadrangle de Themis Regio. Elle a été nommée en référence à Tamiyo, déesse japonaise de l'abondance. 

## Géographie et géologie
Tamiyo Corona couvre une surface circulaire d'environ 400 km de diamètre. Cette formation fait partie des 59 coronae de plus de 400 km de diamètre sur la surface de Vénus.